# 日置健太郎
日置 健太郎（へき/ひき けんたろう、嘉永6年12月30日（1854年1月28日） - 大正11年（1922年）5月8日）は、明治・大正時代の華族（男爵）。旧岡山藩家老（金川領主）日置家当主。別名に忠信。ツラスチー貯蓄銀行、明治産業取締役、経国銀行監査役。
明治維新後は小松健太郎を称して安積開拓に従事するも挫折、岡山に帰郷し教育事業に携わった。

## 生涯
嘉永6年（1854年）、岡山藩家老（天城池田家）池田政昭の次男として岡山に生まれる。のちに叔父の同藩家老日置忠尚の養子となる。
明治維新後、旧臣を率いて福島県安積原野の開拓事業（国営安積開拓）への参加を志す。しかし、親戚からの反対を受けたために、明治13年（1880年）に親族で絶家となっていた小松家を継ぐという形で日置家を離れ、小松健太郎を称した。
明治13年（1880年）12月28日、10戸による開墾の許可を受け、対面原（現在の福島県郡山市熱海町）に入植した。大規模農法や酪農経営に取り組むなど意欲的であったが経営的には続かず、明治30年（1897年）ごろには帰郷する。日置家の家督は長男の尚（なお）が継いでいたが、明治33年（1900年）に健太郎が再度継承して日置姓に復している。
明治31年（1898年）、岡山市内山下の旧邸宅地（現在の岡山県立図書館所在地）を提供、旧藩主池田章政の資金援助を受けて私立養忠学校を設立。明治37年（1904年）、旧領御津郡金川村（現在の岡山市御津金川）に養忠学校を移設・改組して私立金川中学校（岡山県立金川高等学校の前身）を設立し、初代校長に就任する。
明治39年（1906年）9月、祖先の功により特旨をもって男爵を授けられる。1911年12月、娘の安子とその夫である波多野烏峰とともにイスラム教へ入信し、イスラム名をアフマドとした。
大正11年（1922年）5月8日没。

## 家族
- 日置家は戦国時代以来池田家に仕えた家で、藩祖池田光政が岡山に入封した際に日置忠俊が金川の領主となった。以後、代々岡山藩家老を務めている。岡山藩の家老中石高1万石を越える6家は、華族令制定以後男爵に叙せられており、天城池田家を継いだ兄の池田政和も明治24年（1891年）に男爵となっている。
- 妻は衣子（1856年10月 - 不明　きぬこ、池田淡水二女）[2]。『平成新修旧華族家系大成』には2男3女を載せる[2]。
- 長男は尚（1889年 - 1911年）
- 二男は徳太郎（1892年6月 - 1945年）[2]。健太郎の死後は徳太郎が家督と爵位を継いだ。妻は重野（1900年7月 - 不明）で、重野の父は美作勝山銀行（のち中国銀行に譲渡）副頭取・河本直一郎（1868-1924）[6][7][8]。河本を通じて山谷虎三と親戚。長男に忠俊（1926年1月 -）、長女に美和子（1927年3月 -）
- 二女の安子（1880年6月生）は、小豆島の素封家・八代田家に嫁ぐも21歳で離縁し、上京後、学習院教授松井安三郎の紹介で工学士牛奥劫三（1874年生。のち海車造機大佐、日本鉸釘社長[9]）と再婚したが、牛奥は工作船「関東丸」に乗り込み不在であったため、女子大の家政科に在籍し、米国帰りの英語教師・波多野春房の英語教室に通ううち関係ができ、1908年に波多野と結婚[10]。子も生し、1911年には、インド人の汎イスラーム主義者のバラカトゥッラー（en:Abdul Hafiz Mohamed Barakatullah）立ち合いのもと、父の健太郎、夫の波多野とともにイスラム教への改宗式を行なうなどしたが[11][12]、波多野が生徒の波多野秋子と懇ろとなったため別れ話を切り出され、1913年に離婚した[10]。秋子は波多野と結婚したが1923年に有島武郎と心中し、事後報道の中で、安子は波多野との馴れ初めや元夫と秋子の関係について赤裸々に語り話題となった[10]。安子は離婚後、神田小川町の山宮書店の書籍販売員となった[13][3]。実業家の後妻に入り、ドイツ人と駆け落ちしたとも言われる[10]。
- 三女の三重（1884年9月 - 1964年）は、右手寛太郎(農務省技師・カイロ日本商館長)の妻となり子を生したが離婚した[13][3]。